# Gene Shue
Eugene William Shue, detto Gene (Baltimora, 18 dicembre 1931 – Marina del Rey, 3 aprile 2022), è stato un cestista, allenatore di pallacanestro e dirigente sportivo statunitense, professionista nella NBA.

## Carriera
Venne selezionato dai Philadelphia Warriors al primo giro del Draft NBA 1954 (3ª scelta assoluta).

## Statistiche

### NBA

#### Regular Season
| Anno      | Squadra           | PG  | PT | MP   | TC%  | 3P% | TL%  | RP  | AP  | PRP | SP | PP   |
| --------- | ----------------- | --- | -- | ---- | ---- | --- | ---- | --- | --- | --- | -- | ---- |
| 1954-1955 | Philad. Warriors  | 6   | -  | 10,8 | 20,0 | -   | 83,3 | 1,7 | 1,8 | -   | -  | 1,8  |
| 1954-1955 | N.Y. Knicks       | 56  | -  | 15,8 | 35,4 | -   | 75,0 | 2,6 | 1,4 | -   | -  | 4,4  |
| 1955-1956 | N.Y. Knicks       | 72  | -  | 24,3 | 38,4 | -   | 76,4 | 2,9 | 2,5 | -   | -  | 9,2  |
| 1956-1957 | Ft. Wayne Pistons | 72  | -  | 34,3 | 38,5 | -   | 76,3 | 5,8 | 3,3 | -   | -  | 10,9 |
| 1957-1958 | Detroit Pistons   | 63  | -  | 37,0 | 38,4 | -   | 84,4 | 5,3 | 2,7 | -   | -  | 15,6 |
| 1958-1959 | Detroit Pistons   | 72  | -  | 38,1 | 38,8 | -   | 80,3 | 4,7 | 3,2 | -   | -  | 17,6 |
| 1959-1960 | Detroit Pistons   | 75  | -  | 44,5 | 41,3 | -   | 87,2 | 5,5 | 3,9 | -   | -  | 22,8 |
| 1960-1961 | Detroit Pistons   | 78  | -  | 43,1 | 42,1 | -   | 85,6 | 4,3 | 6,8 | -   | -  | 22,6 |
| 1961-1962 | Detroit Pistons   | 80  | -  | 39,3 | 40,8 | -   | 81,0 | 4,7 | 5,8 | -   | -  | 19,0 |
| 1962-1963 | N.Y. Knicks       | 78  | -  | 29,3 | 39,6 | -   | 68,9 | 2,4 | 3,3 | -   | -  | 11,7 |
| 1963-1964 | Baltimore Bullets | 47  | -  | 20,5 | 29,3 | -   | 59,0 | 2,0 | 3,2 | -   | -  | 4,2  |
| Carriera  | Carriera          | 699 | -  | 33,4 | 39,6 | -   | 80,6 | 4,1 | 3,7 | -   | -  | 14,4 |

#### Playoffs
| Anno     | Squadra           | PG | PT | MP   | TC%  | 3P% | TL%  | RP  | AP  | PRP | SP | PP   |
| -------- | ----------------- | -- | -- | ---- | ---- | --- | ---- | --- | --- | --- | -- | ---- |
| 1955     | N.Y. Knicks       | 3  | -  | 16,3 | 47,1 | -   | 85,7 | 4,0 | 1,3 | -   | -  | 7,3  |
| 1957     | Ft. Wayne Pistons | 2  | -  | 39,5 | 51,9 | -   | 100  | 3,5 | 4,0 | -   | -  | 16,0 |
| 1958     | Detroit Pistons   | 7  | -  | 40,1 | 36,6 | -   | 93,0 | 6,6 | 4,7 | -   | -  | 18,6 |
| 1959     | Detroit Pistons   | 3  | -  | 39,3 | 46,7 | -   | 81,8 | 4,7 | 3,3 | -   | -  | 27,7 |
| 1960     | Detroit Pistons   | 2  | -  | 44,5 | 39,5 | -   | 90,0 | 6,0 | 3,0 | -   | -  | 24,0 |
| 1961     | Detroit Pistons   | 5  | -  | 37,2 | 48,6 | -   | 79,3 | 2,4 | 4,4 | -   | -  | 18,6 |
| 1962     | Detroit Pistons   | 10 | -  | 36,9 | 41,1 | -   | 77,1 | 3,0 | 4,9 | -   | -  | 16,1 |
| Carriera | Carriera          | 32 | -  | 36,6 | 42,4 | -   | 84,2 | 4,2 | 4,1 | -   | -  | 17,8 |

### Allenatore
| Stagione | Squadra            | Regular Season | Regular Season | Regular Season | Regular Season | Regular Season          | Post Season                                               |
| Stagione | Squadra            | V              | P              | % V            | G              | Posizione finale        | Post Season                                               |
| -------- | ------------------ | -------------- | -------------- | -------------- | -------------- | ----------------------- | --------------------------------------------------------- |
| 1966-67  | Baltimore Bullets  | 16             | 40             | 28,6           | 56             | 5º in Eastern Division  | Manca i play-off                                          |
| 1967-68  | Baltimore Bullets  | 36             | 46             | 43,9           | 82             | 6º in Eastern Division  | Manca i play-off                                          |
| 1968-69  | Baltimore Bullets  | 57             | 25             | 69,5           | 82             | 1º in Eastern Division  | Sconfitto alle Semifinali di Conference dai Knicks (0-4)  |
| 1969-70  | Baltimore Bullets  | 50             | 32             | 61,0           | 82             | 3º in Eastern Division  | Sconfitto alle Semifinali di Conference dai Knicks (3-4)  |
| 1970-71  | Baltimore Bullets  | 42             | 40             | 51,2           | 82             | 1º in Central Division  | Sconfitto alle NBA finals dai Bucks (0-4)                 |
| 1971-72  | Baltimore Bullets  | 38             | 44             | 46,3           | 82             | 1º in Central Division  | Sconfitto alle Semifinali di Conference dai Knicks (2-4)  |
| 1972-73  | Baltimore Bullets  | 52             | 30             | 63,4           | 82             | 1º in Central Division  | Sconfitto alle Semifinali di Conference dai Knicks (1-4)  |
| 1973-74  | Philadelphia 76ers | 25             | 57             | 32,1           | 82             | 4º in Atlantic Division | Manca i play-off                                          |
| 1974-75  | Philadelphia 76ers | 34             | 48             | 41,5           | 82             | 4º in Atlantic Division | Manca i play-off                                          |
| 1975-76  | Philadelphia 76ers | 46             | 36             | 56,1           | 82             | 2º in Atlantic Division | Sconfitto al Primo Round di Conference dai Braves (1-2)   |
| 1976-77  | Philadelphia 76ers | 50             | 32             | 61,0           | 82             | 1º in Atlantic Division | Sconfitto alle NBA finals dai Bucks (0-4)                 |
| 1977-78  | Philadelphia 76ers | 2              | 4              | 33,3           | 6              | Esonerato               | -                                                         |
| 1978-79  | San Diego Clippers | 43             | 39             | 52,4           | 82             | 5º in Pacific Division  | Manca i play-off                                          |
| 1979-80  | San Diego Clippers | 35             | 47             | 42,7           | 82             | 5º in Pacific Division  | Manca i play-off                                          |
| 1980-81  | Washington Bullets | 39             | 43             | 47,6           | 82             | 4º in Atlantic Division | Manca i play-off                                          |
| 1981-82  | Washington Bullets | 43             | 39             | 52,4           | 82             | 4º in Atlantic Division | Sconfitto alle Semifinali di Conference dai Celtics (1-4) |
| 1982-83  | Washington Bullets | 42             | 40             | 51,2           | 82             | 5º in Atlantic Division | Manca i play-off                                          |
| 1983-84  | Washington Bullets | 35             | 47             | 42,7           | 82             | 5º in Atlantic Division | Sconfitto al Primo Round di Conference dai Celtics (1-3)  |
| 1984-85  | Washington Bullets | 40             | 42             | 48,8           | 82             | 4º in Atlantic Division | Sconfitto al Primo Round di Conference dai 76ers (1-3)    |
| 1985-86  | Washington Bullets | 32             | 37             | 46,4           | 69             | Esonerato               | -                                                         |
| 1987-88  | L.A. Clippers      | 17             | 65             | 20,7           | 82             | 6º in Pacific Division  | Manca i play-off                                          |
| 1988-89  | L.A. Clippers      | 10             | 28             | 26,3           | 38             | Esonerato               | -                                                         |
|          | Carriera           | 784            | 861            | 47,7           | 1645           |                         |                                                           |

## Palmarès

### Giocatore
- All-NBA First Team (1960)
- All-NBA Second Team (1961)
- 5 volte NBA All-Star (1958, 1959, 1960, 1961, 1962)

### Allenatore
- 2 volte NBA Coach of the Year (1969, 1982)
- 2 volte allenatore all'NBA All-Star Game (1969, 1977)